# Comuna Nova Hreblea, Romnî
Nova Hreblea (în ucraineană Нова Гребля) este o comună în raionul Romnî, regiunea Sumî, Ucraina, formată din satele Holenka, Nova Hreblea (reședința), Perșotravneve și Zalatîha.

## Demografie
Componența lingvistică a comunei Nova Hreblea
     Ucraineană (98,5%)
     Rusă (1,28%)
     Alte limbi (0,11%)
Conform recensământului din 2001, majoritatea populației comunei Nova Hreblea era vorbitoare de ucraineană (98,5%), existând în minoritate și vorbitori de rusă (1,28%).